# あのコと一緒
『あのコと一緒』（あのコといっしょ）は、藤末さくらによる日本の少女漫画作品。
集英社の『月刊Cookie』にて2003年11月号から2009年11月号まで全56話が連載された。現代の高校生の恋愛や友情、家庭問題などがテーマになっている。単行本は全13巻。作者が居住している名古屋を舞台としている。

## あらすじ
入学式の日、出席番号が前後していたことから仲良くなった坂下かのりと坂上香澄。ある日2人は、合コンで出会った1級年上の男子、中尾浩太と江奈由也とそれぞれ付き合うことになった。
浩太のことを何も知らなかったかのりだが、付き合っていくうちに段々と浩太のことを愛しいと思うようになっていく。ところが、江奈が何気なく香澄に言った「かのりちゃんって結構好みだな」の一言がきっかけでかのりと香澄の仲が少しずつぎくしゃくしていく。その後、かのりは何度も江奈が浮気している現場に出くわし香澄のことが心配になる。
香澄は江奈に誘われ、一緒に江奈の先輩・宮田のアパートについていく。ところが香澄は、江奈の外出中に宮田に襲われ、「暴力をふるわれるぐらいなら……」と考え嫌々ながらも体の関係を許してしまう。江奈にばれたらどうしようと思い悩む香澄だが、実はその件については江奈も承知の上でのことだったのだ。
浩太と江奈の先輩で、ユリカさんという女性から香澄が襲われたという事実を知ることになったかのりは憤る。ところが、浩太もこの事実を知っていたと知り、浩太とかのりの仲までぎくしゃくしていく。

## 登場人物

### 主要人物
坂下 かのり（さかした かのり）
高校1年生。合コンで知り合った中尾浩太と付き合うようになる。中学生の時に、親友に彼氏を取られた経験がある。身長164cm。
父親は単身赴任中で、母親と二人暮らし。父親は赴任先に不倫相手がおり、後に両親は離婚し、かのりは母親に付いて神戸へ引っ越す。
坂上 香澄（さかがみ かずみ）
高校1年生。かのりと同じクラス。同じく、合コンで知り合った江奈由也と付き合うようになる。黒のロングヘアー。身長153cm。名前は「かすみ」ではなく「かずみ」である。
江奈に依存し、「江奈が浮気している」というかのりの忠告も聞き入れず、江奈を信じ続けた結果宮田にレイプされてしまう。かのりとは一時期ぎくしゃくしていたが、様々な事件や事柄を通して無二の親友となる。江奈のことが好きだが、このままではいけないと思い別れを決意する。
中尾 浩太（なかお こうた）
星城大学付属高校2年。中学生の時母親が再婚し、年の離れた弟・ライが生まれたのをきっかけに家を出て1人暮らしを始める。中等部時代はかなり遊んでいたらしく、昔付き合っていた彼女が妊娠･中絶した経験がある。身長179cm。
かのりと喧嘩中に、中学校の時の同級生・鈴木と再会し、一夜を共にするも、後悔の念に苛む。
江奈 由也（えな ゆうや）
星城大学付属高校2年。浩太と同じクラスで、中学校の時から親友。身長186cm。
浮気癖があり、常に複数の女と関係を持っている。先輩・宮田の彼女とも浮気してしまい、激怒した宮田に「彼女をヤラせろ」と言われ、宮田が香澄を襲うことを承諾する。

### かのり・香澄関係
柳井 れい（やない れい）
かのりが香澄とギクシャクするようになってから仲良くなった子。｢柳（やなぎ）｣と呼ばれる。よく気が利き、男兄弟の中で育ったためさばさばした性格。彼氏からは「れいちゃん」と呼ばれている（本人は照れている）。
ルナ
かのりの仲良しグループの1人。愛称ルナたん。サッカー部のマネージャーをしている。
森永（もりなが）
かのりの仲良しグループの1人。
梶川（かじかわ）
3年生。バスケ部。香澄に一目惚れし片想い中だが、バスケ部のマネージャーに告白され、付き合う。その後、努力の結果香澄と接点を持つことができ相談相手になる。
矢田（やだ）
2年生。バスケ部マネージャー。梶川に告白し付き合うことになる。
荒木（あらき）
香澄がかのりとぎくしゃくしだしてから仲良くなった子。香澄の彼氏であると知りながら、合コンに行った時にいた江奈と酔った勢いで関係を持ってしまう。

### 浩太・江奈関係
宮田（みやた）
浩太と江奈の先輩。大学部に通う。江奈が自分の彼女と浮気したことに激怒し、江奈の合意の下で香澄を襲い、その後も香澄に付きまとう。
ユリカ
浩太と江奈の先輩で、宮田とも知り合い。宮田が香澄を襲ったことに気付き、そのことについて話し合ううちにかのりとも親しくなっていく。
鈴木（すずき）
中学の時、浩太と同じクラスだった。地味で目立たない存在だったが、浩太のことが好き。本屋でバイトし始めた香澄と仲良くなり、浩太に会わせてもらう。浩太との関係が切れるのが嫌で、かのりと友達になり、容姿をかのりに似せていったり、かのりから合鍵を盗み、浩太の部屋に侵入したりと、次第に行動がエスカレートしていく。

## 単行本同時収録
- センチメンタル ゴールド（『Cookie』2002年12月号、第1巻収録）
- 好き好き（『Cookie』2003年9月号、第2巻収録）
- 傍らにきみ（『Cookie』2002年10月号、第3巻収録）
- 不誠実レーザーガン（『Vanilla』〈講談社〉2002年8月号、第4巻収録）
- 純情回路（『CUTiE Comic』〈宝島社〉1998年11月号、第5巻収録）
- かげふみ（『Cookie Fresh』2006年第1号、第6巻収録）
- 純情回路#2（『CUTiE comic』1999年2月号、第6巻収録）
- ピンクベビー×ブルーボーイ（『junie』〈扶桑社〉2004年10月号 - 2005年5月号、第7巻収録）
- 初恋日記（『Vanilla』2003年2月号、第8巻収録）

## 書誌情報
藤末さくら 『あのコと一緒』 集英社 〈りぼんマスコットコミックス Cookie〉 全13巻
1. 2004年05月14日発売、ISBN 4-08-856541-X
2. 2004年12月15日発売、ISBN 4-08-856579-7
3. 2005年04月15日発売、ISBN 4-08-856606-8
4. 2005年09月15日発売、ISBN 4-08-856640-8
5. 2006年02月15日発売、ISBN 4-08-856671-8
6. 2006年07月14日発売、ISBN 4-08-856697-1
7. 2006年12月15日発売、ISBN 978-4-08-856719-8
8. 2007年05月15日発売、ISBN 978-4-08-856745-7
9. 2007年11月15日発売、ISBN 978-4-08-856787-7
10. 2008年06月13日発売、ISBN 978-4-08-856821-8
11. 2008年11月14日発売、ISBN 978-4-08-856854-6
12. 2009年05月15日発売、ISBN 978-4-08-856889-8
13. 2010年11月13日発売、ISBN 978-4-08-867024-9